# 김충일
김충일(金忠一, 1945년 6월 5일~)은 대한민국의 정치인이다. 제15대 국회의원을 지냈다.

## 학력
- 대구고등학교 졸업
- 한양대학교 산업공학과 학사 졸업

### 비학위 수료
- 미국 뉴포트 대학교 대학원 공학 석사 졸업

## 경력
- 당선 국회 정책연구위원
- 김영삼 대표 정책보좌역
- 2001 한국국제방송교류재단 사장
- 2001 ~ 2003 아리랑국제방송 사장
- 열린우리당 산업공과학 행정위원(2005년 12월 3일 ~ 2006년 12월 16일)

## 역대 선거 결과
|  | 35.79% |

|  | 38.81% |

## 같이 보기
- 중랑구 을
- 서울 중랑구의 국회의원